# جائزة سان مارينو الكبرى 2002
جائزة سان مارينو الكبرى 2002 هو سباق فورمولا 1 أقيم بتاريخ 14 أبريل 2002 في حلبة إنزو دينو فيراري، إيمولا، إميليا-رومانيا، إيطاليا. كان الرابع من أصل 17 في بطولة العالم لسباقات الفورمولا واحد موسم 2002. حلّ الألماني مايكل شوماخر أولا بينما جاء البرازيلي روبنز باركيلو في المركز الثاني وحصل على المركز الثالث الألماني رالف شوماخر.